# Marktplatz (Neustrelitz)

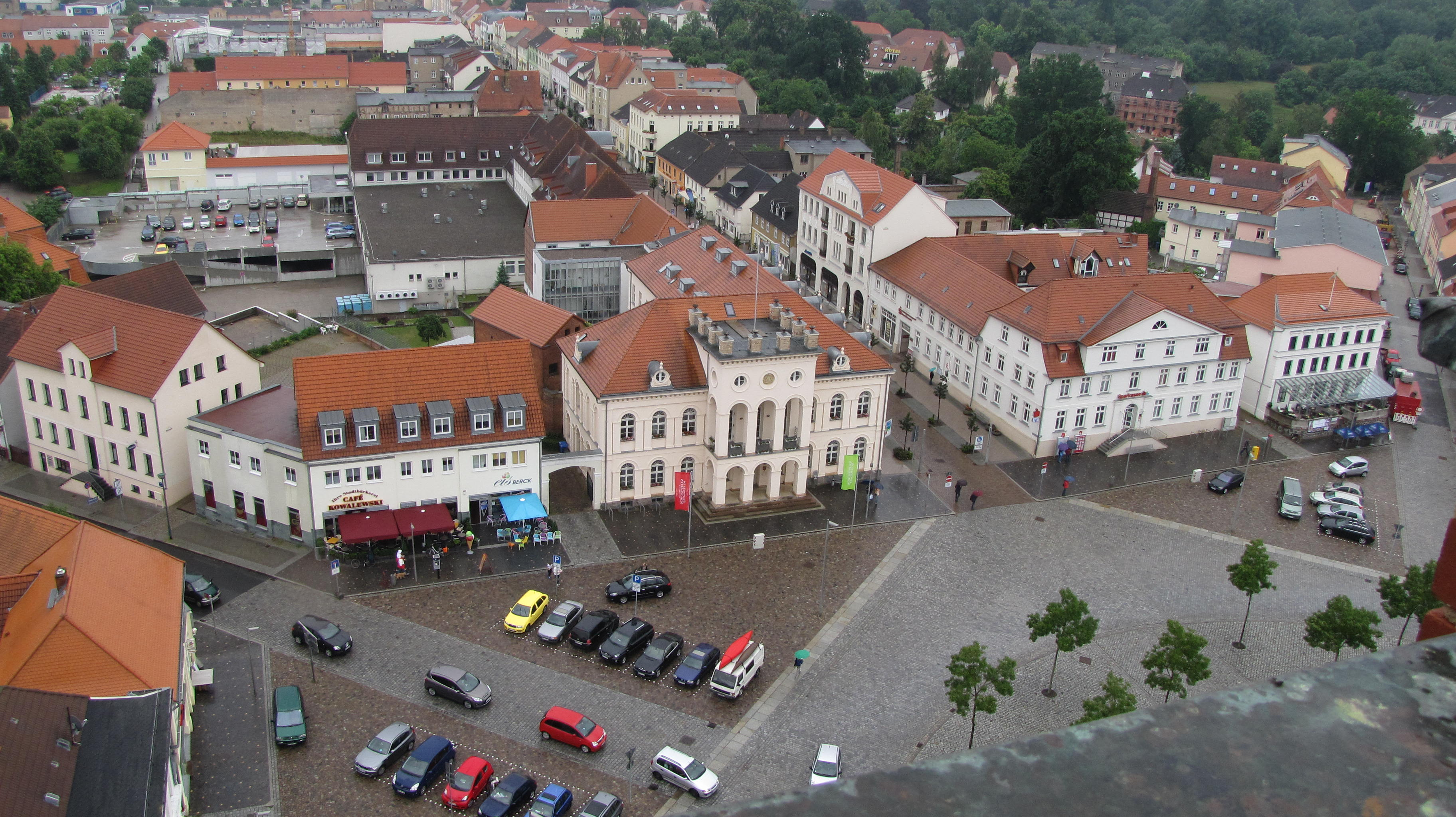
Blick von der Stadtkirche auf das Rathaus (2012)

Der Marktplatz von Neustrelitz befindet sich in Stadtmitte, der nach barockem Muster im 18. Jahrhundert angelegten Planstadt. Vor der Stadtgründung (1733) war das herzogliche Residenzschloss von Herzog Adolf Friedrich III. von Mecklenburg-Strelitz und seiner Ehefrau Dorothea Sophie erbaut und 1731 bezogen worden. Der Marktplatz wurde in den verschiedenen Epochen der Stadtgeschichte entsprechend den gesellschaftlichen Rahmenbedingungen je nach Zeitgeschmack gestaltet. Die meisten Gebäude am Platz stehen heute unter Denkmalschutz und sind in der Liste der Baudenkmale in Neustrelitz aufgeführt.

## Geschichte

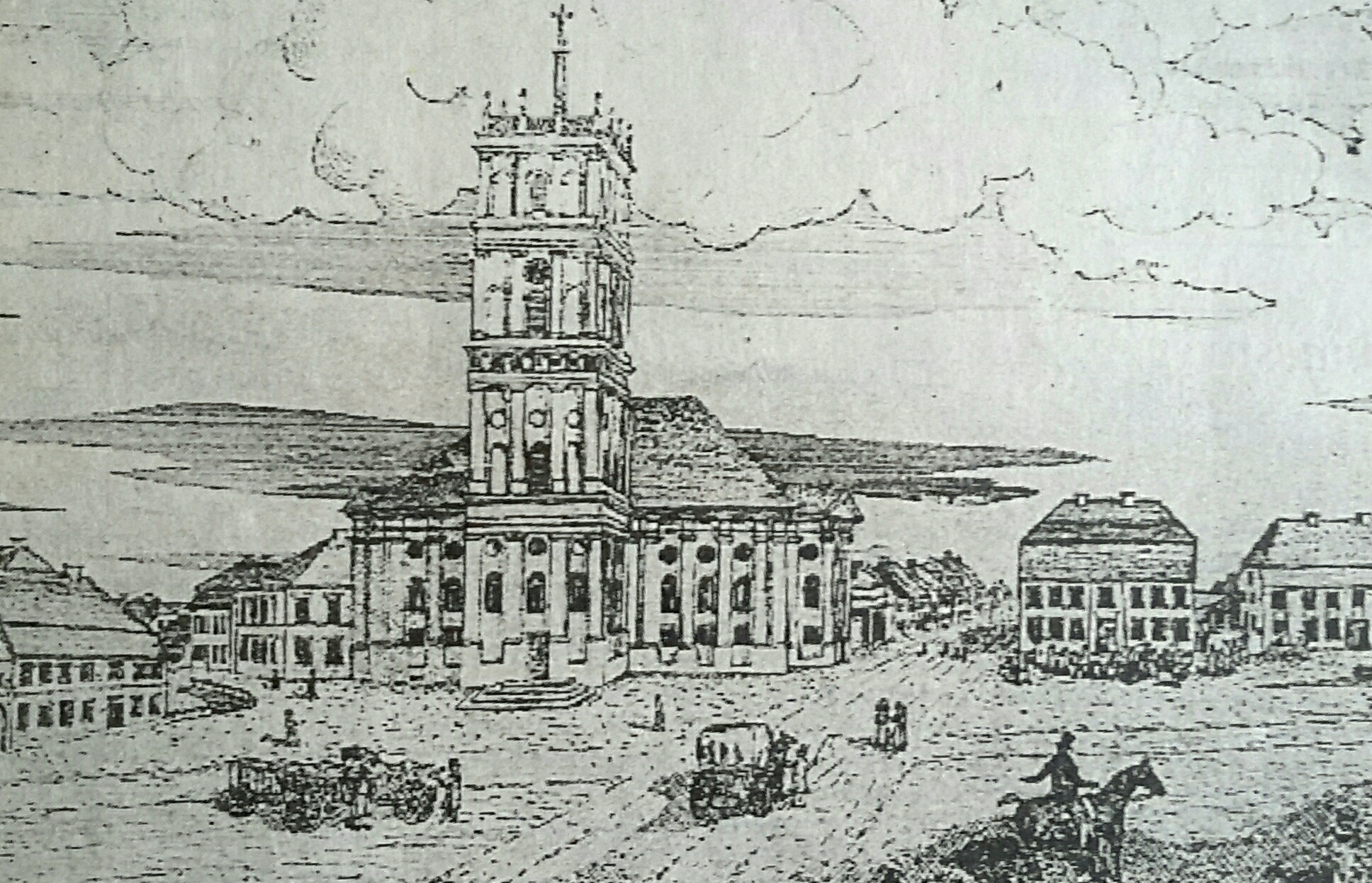
Neustrelitzer Marktplatz um 1835

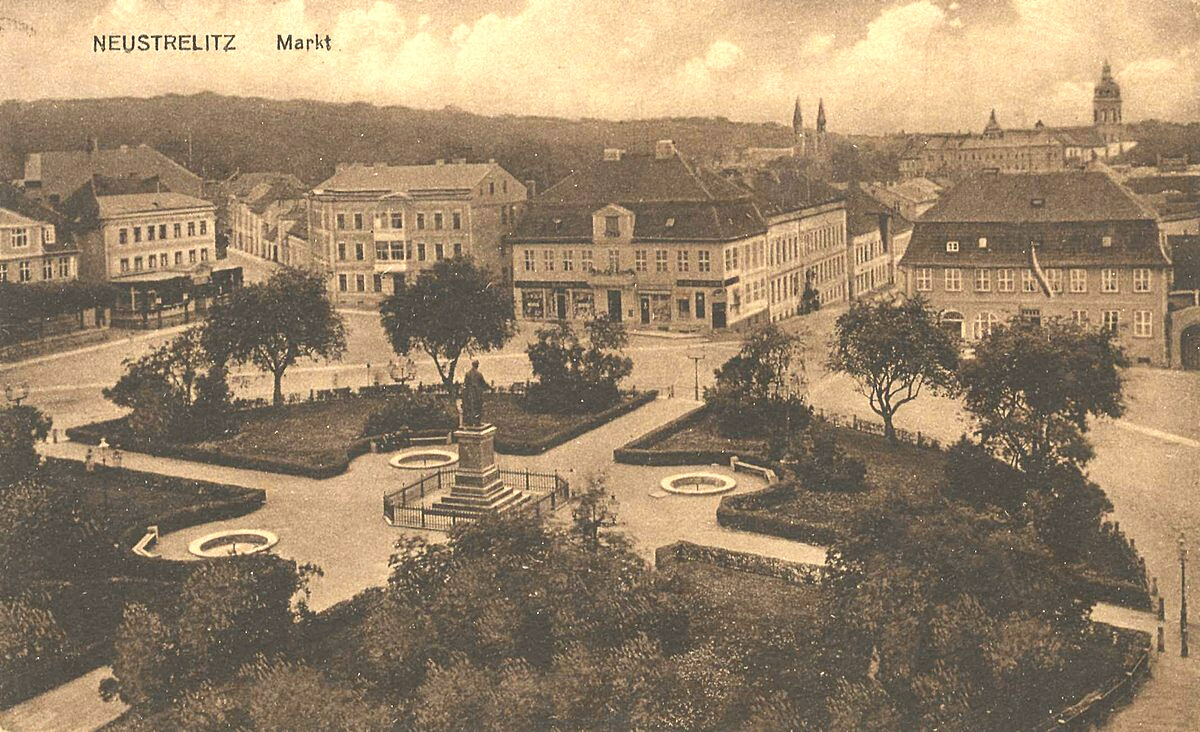
Marktplatz mit Großherzog-Georg-Denkmal (1919)

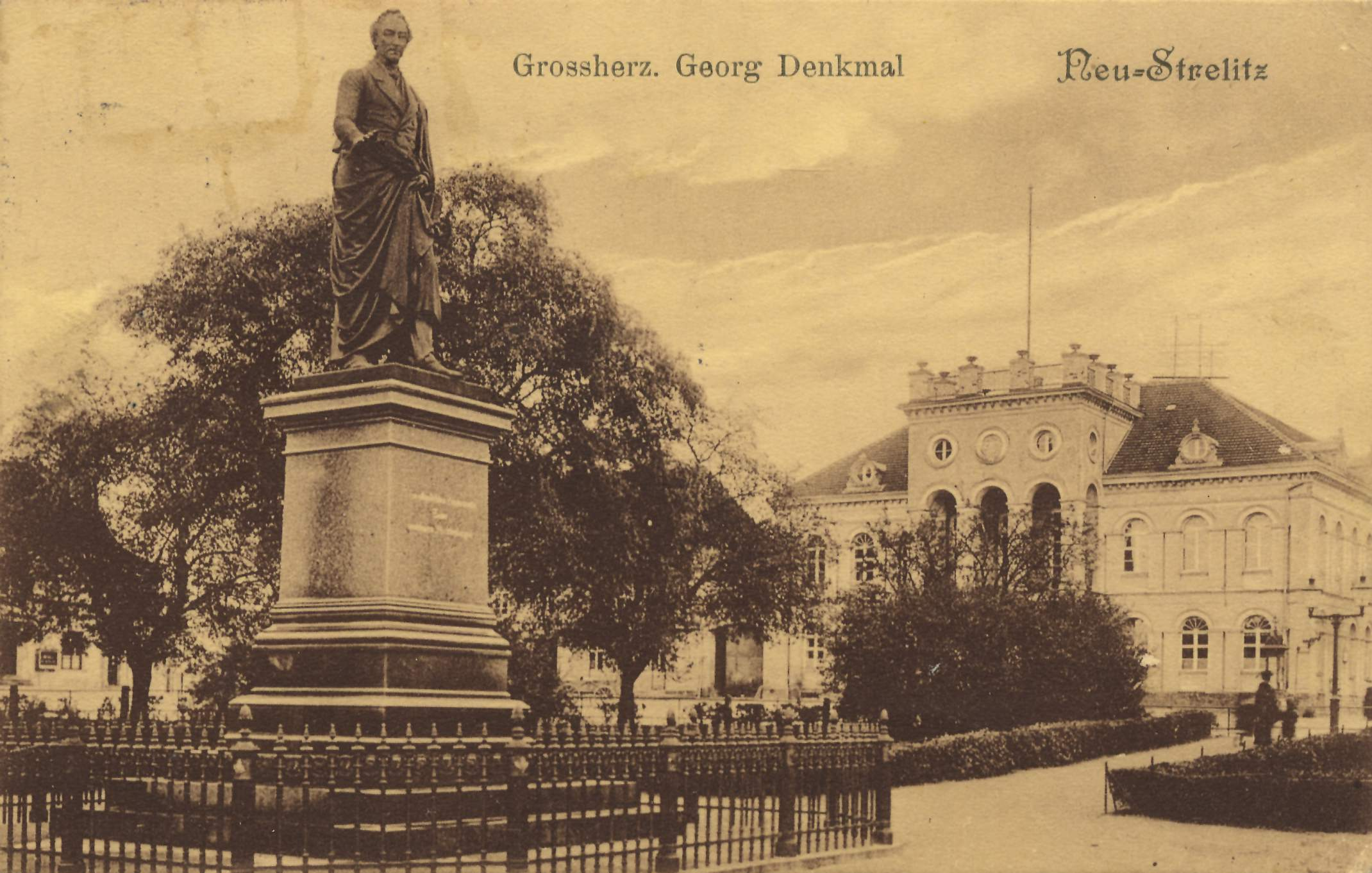
Großherzog-Georg-Denkmal (1911)

Nachdem 1712 das alte Strelitzer Residenzschloss von Herzog Adolf Friedrich III. von Mecklenburg-Strelitz abgebrannt war und der Herzog und seine Frau Dorothea Sophie 1731 ihr neues Residenzschloss im nahegelegenen herzoglichen Pachtgut Glienecke bewohnten, wurde Neustrelitz 1733 als neue, schlossnah gelegene Residenzstadt gegründet. Der Marktplatz als Zentrum der neugegründeten Stadt war bereits ab 1731 von Julius Löwe geplant worden, wurde 1732 angelegt und mit zweigeschossigen Häusern im Stil des Barock umbaut. Der quadratische 120 m × 120 m große Platz, von dem acht Straßen sternförmig in alle Himmelsrichtungen abzweigen, prägt in einzigartiger Weise den Grundriss der Planstadt Neustrelitz, die in Form einer italienischen Idealstadt angelegt wurde. 1866 wurde der Marktplatz nach Plänen von Friedrich Wilhelm Buttel um ein Rondell erweitert. In dessen Mitte wurde das Großherzog-Georg-Denkmal zum Gedenken an Georg von Mecklenburg-Strelitz aufgestellt, der Mecklenburg-Strelitz von 1816 bis 1860 regiert hatte. Die Bronzestatue des Großherzogs, die auf einem Sockel aus rotem Granit stand, hatte der Bildhauer Albert Wolff geschaffen. 1956 musste das Standbild des Großherzogs dem von einem Soldatenfriedhof umgebenen Sowjetischen Ehrenmal weichen, das an die im Zweiten Weltkrieg gefallenen Sowjetsoldaten erinnern sollte; die Bronzestatue des Großherzogs wurde eingelagert. Im August 1989 wurde das Großherzog-Georg-Denkmal in der Mitte des ehem. Paradeplatzes nahe der Schlosskirche wieder aufgestellt, dieses Mal auf einem Sandsteinsockel; der früher auf dem Markt verwendete Granitsockel war bei der Demontage des Denkmals zerstört worden.

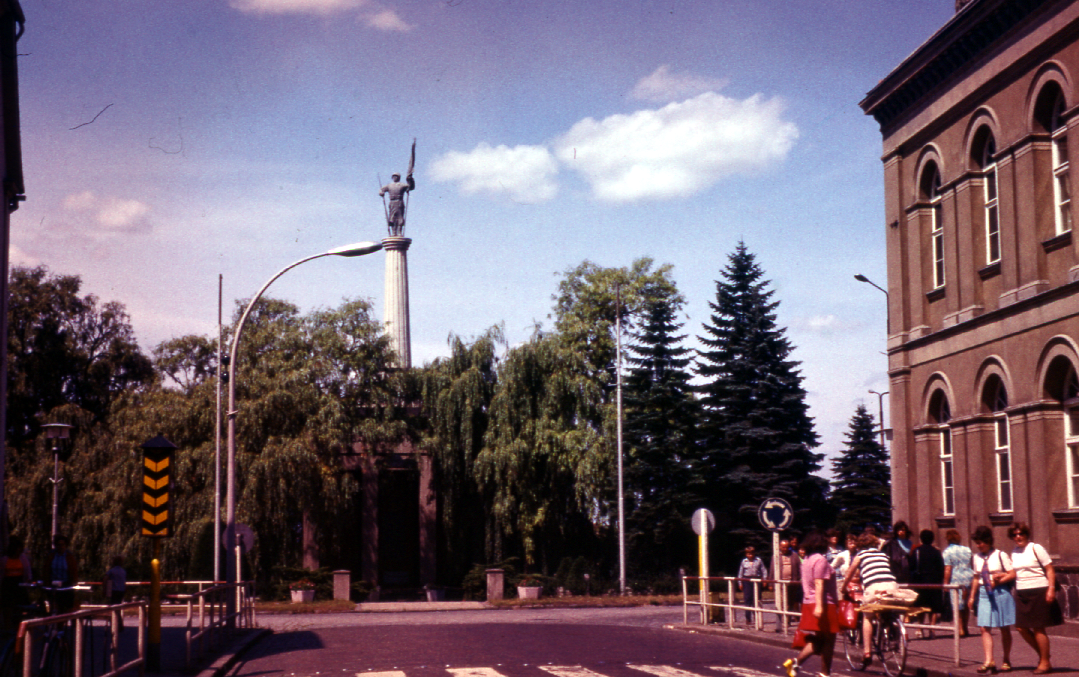
Sowjetisches Ehrenmal von der Strelitzer Straße aus gesehen (1975)

Nach dem Abzug der sowjetischen Truppen aus der ehem. DDR wurde das Sowjetische Ehrenmal auf dem Neustrelitzer Marktplatz abgerissen und der Soldatenfriedhof für gefallene Sowjetsoldaten aufgelöst; die Gefallenen wurden in ein früher als Englischer Garten bezeichnetes Areal des Schlossparks umgebettet. Das Standbild eines Sowjetsoldaten, das auf einer runden kannelierten Steinsäule auf dem sowjetischen Ehrenmal in der Mitte des Marktplatzes stand – im Volksmund „Der Russe“ genannt – wurde, nachdem es lange Zeit auf dem Regiehof der Stadt gelegen hatte, auf dem Gelände der ehem. Heil- und Pflegeanstalt Domjüch aufgestellt.

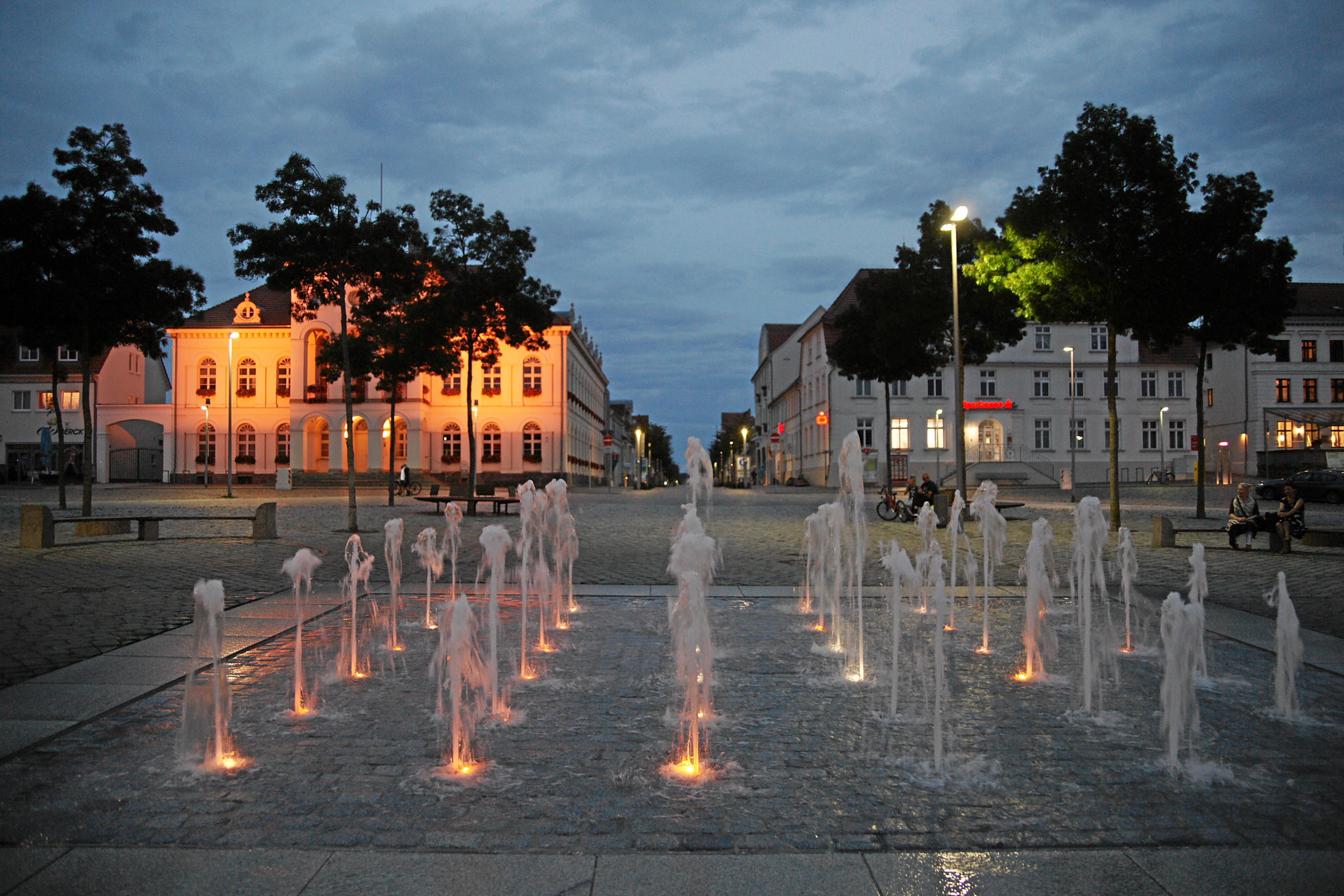
Wasserspiele in der Mitte des Marktplatzes (2016)

Der Neustrelitzer Marktplatz wurde nach einem Wettbewerb im Rahmen der Städtebauförderung nach Plänen des in Hannover ansässigen Architekturbüros „Lohaus + Carl Landschaftsarchitekten“ von 2001 bis 2004 neu gestaltet. Das Rondell in der Platzmitte erhielt 32 kleinblättrige Eschen und ein Wasserspiel mit 36 Fontänen.

## Nebenstraßen
Die acht Anschlussstraßen vom Markt wurden (in Uhrzeigerrichtung) benannt als Sassenstraße nach den Hintersassen als Landleute die dort siedelten, Glambecker Straße nach dem Flurnamen, Bruchstraße nach einer Landschaft, Strelitzer Straße nach dem Stadtteil Strelitz-Alt, Töpferstraße nach dem Beruf, die Schloßstraße führt zum Schlosspark, Seestraße zum Zierker See und Zierker Straße zum Stadtteil Zierke.

## Gebäude am Platz
Am Markt stehen zwei- und dreigeschossige Gebäude. Die denkmalgeschützten Häuser sind mit D gekennzeichnet.
- Nr. 1: 2-gesch. Rathaus Neustrelitz von 1843 (D) nach Plänen von F. W. Buttel, hier ist auch die Tourist- und Nationalparkinformation
- Nr. 2: 2-gesch. Wohn- und Geschäftshaus mit Mansarddach und Giebel als Dachhaus, mit der Sparkasse Mecklenburg-Strelitz, SB-Geschäftsstelle und Praxen
- Nr. 3: 3-gesch. Wohn- und Gasthaus von 1750 (D), nach Umbau mit klassizistischer Fassade, ehem. Fürstenhof, seit 2023 mit indischer Gaststätte[5]
- Nr. 4: 3-gesch. Wohnhaus
- Nr. 5: 2-gesch. barockes Wohn- und Geschäftshaus vom 18. Jahrhundert (D) mit Apotheke
- Nr. 6: In dem 2-geschossigen Wohn- und Geschäftshaus befand sich bis zum 3. Oktober 2022 das Chinarestaurant „Essen bei Li“, das 25 Jahre lang eine beliebte Gaststätte in Neustrelitz war. Die zentrale Lage am Marktplatz war günstig und das chinesische Buffet zum kleinen Preis bei den Gästen beliebt; dennoch gab die Familie 2022 den Betrieb auf; Corona-Pandemie und Inflation ließen Xiawo Li keine Wahl. Wie sie dem Nordkurier sagte, hätten sich die Warenkosten rasant verdoppelt; jede Woche hätte es einen neuen Preis für Fleisch, Gas und Strom gegeben. Eine Fortführung des Restaurants hätte sich für Li nicht mehr gelohnt. Es wurde an einen Vietnamesen verkauft, der es 2023 nach einigen Umbaumaßnahmen wieder öffnen möchte. Ihre Pension über dem Restaurant will die Familie Li zunächst weiterbetreiben.[6]
- Nr. 7: 2-gesch. Wohn- und Geschäftshaus (D), ehem. Großherzogliche Hofapotheke, seit 2013 Sitz des Nordkuriers
- Nr. 8: 3-gesch. Wohn- und Geschäftshaus von um 1900 (D) mit Bistro
- Nr. 9: 3-gesch. Wohn- und Geschäftshaus von um 1900 (D) mit Apotheke Am Markt
- Nr. 10/11: 4-gesch. neues Wohn- und Geschäftshaus mit Commerzbank-Filiale, Restaurant sowie Praxen
- Nr. 12 (Sassenstraße): 2-gesch. Wohn- und Geschäftshaus; ehem. Großherzogliche Höhere Mädchenschule von 1807[7] (D); nach 1990 zeitweise Bank, dann Institut für Sozialforschung und berufliche Weiterbildung (ISBW)
- Nr. 14: Stadtkirche Neustrelitz als Saalkirche (D) von 1778 nach Plänen des Hofarztes Johann Christian Wilhelm Verpoorten, von 1828 bis 1831 nach Plänen von F. W. Buttel umgestaltet und um den massiven 45 Meter hohen Turm ergänzt, 2013/15 saniert
- Nr. 15: 2-gesch. Wohn- und Geschäftshaus mit Eiscafé
- Nr. 16: 2-gesch. Wohn- und Geschäftshaus mit Bistro
- Nr. 17: 2-gesch. Wohn- und Geschäftshaus mit Bäckerei und Café
- Denkmal für Julius Löwe seit 2010 von Wolfgang Friedrich mit Stadtmodell,[8] Stele mit Planrolle und Bronzekopf

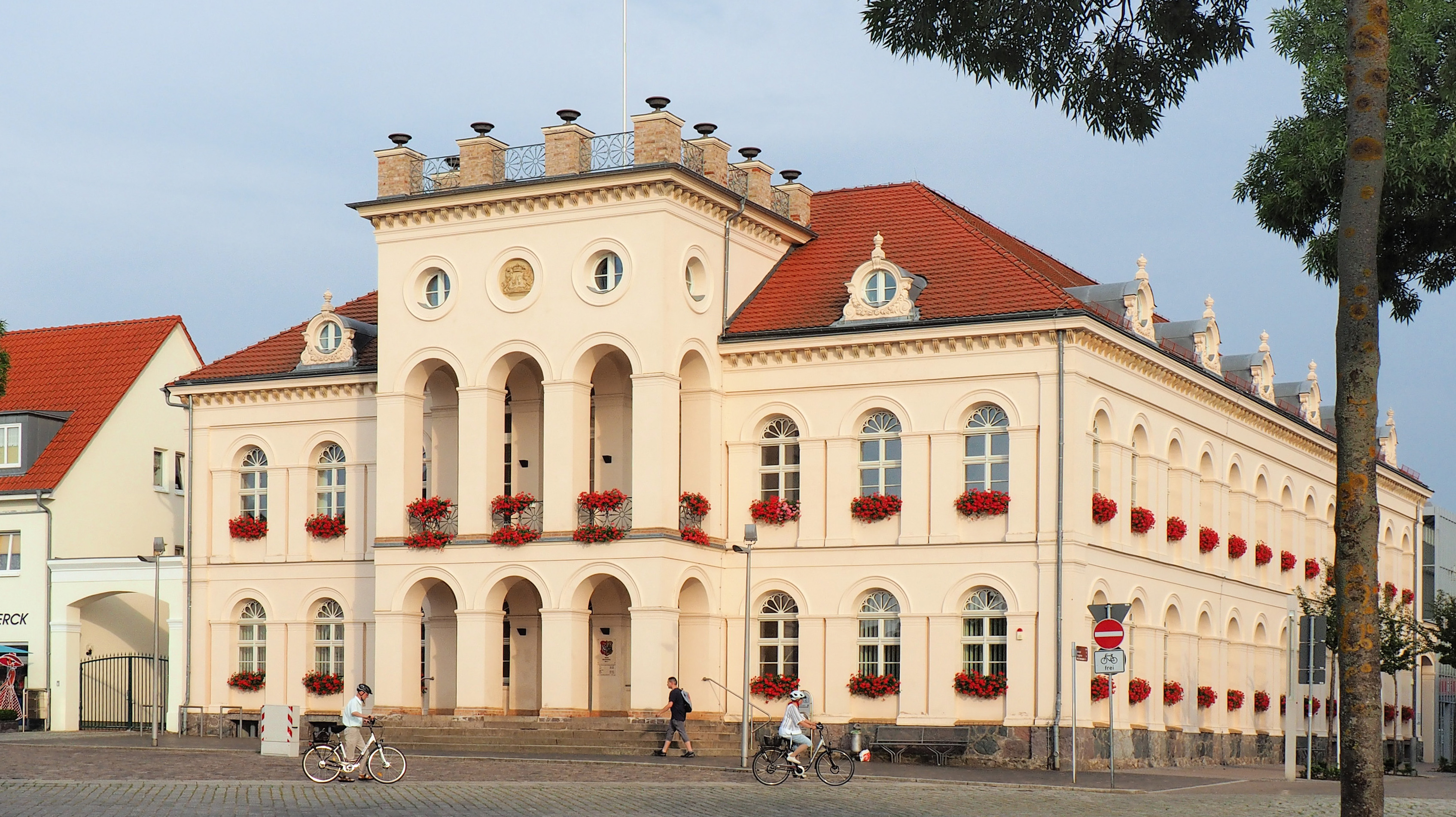
Rathaus Neustrelitz
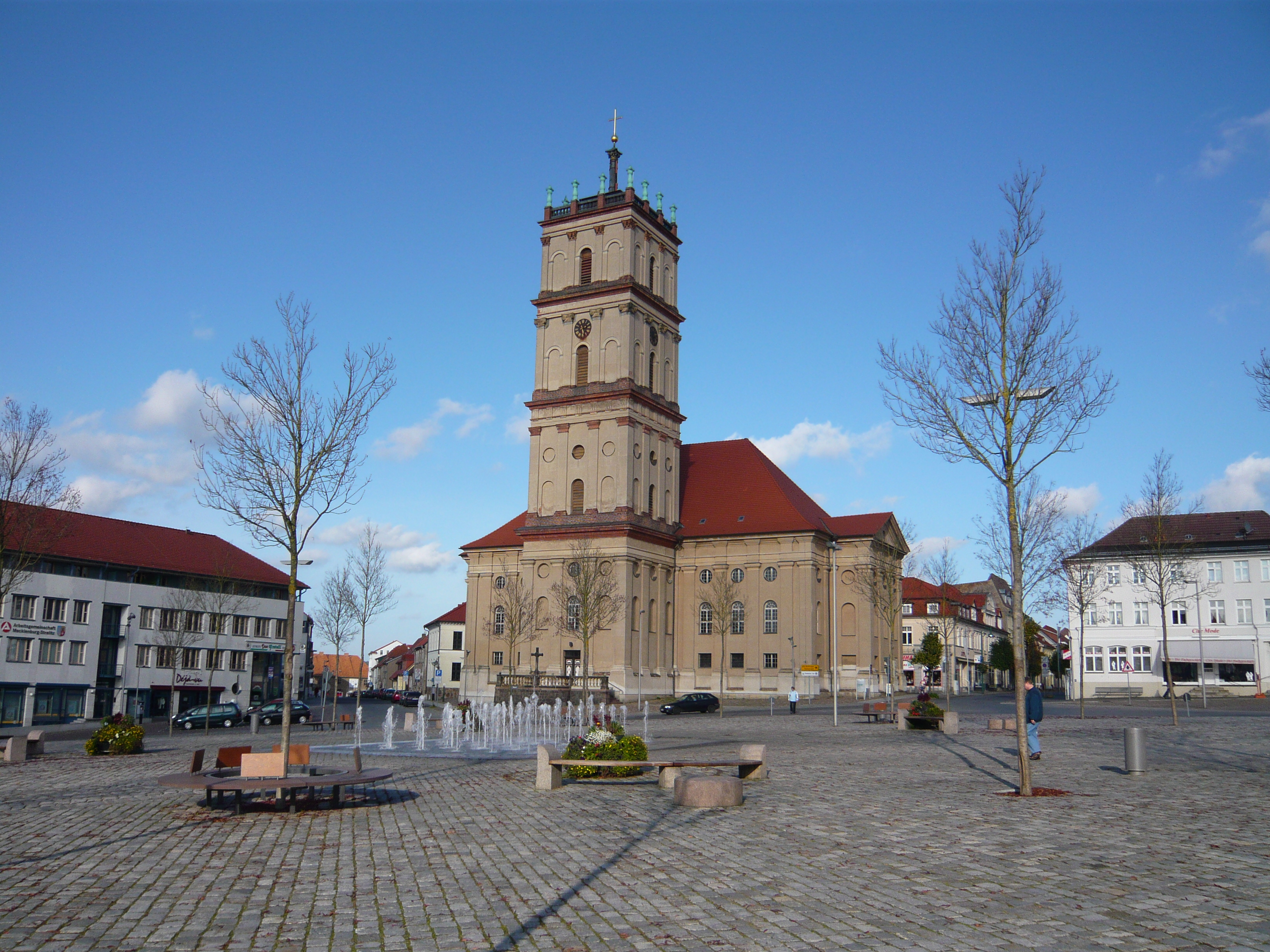
Stadtkirche Neustrelitz
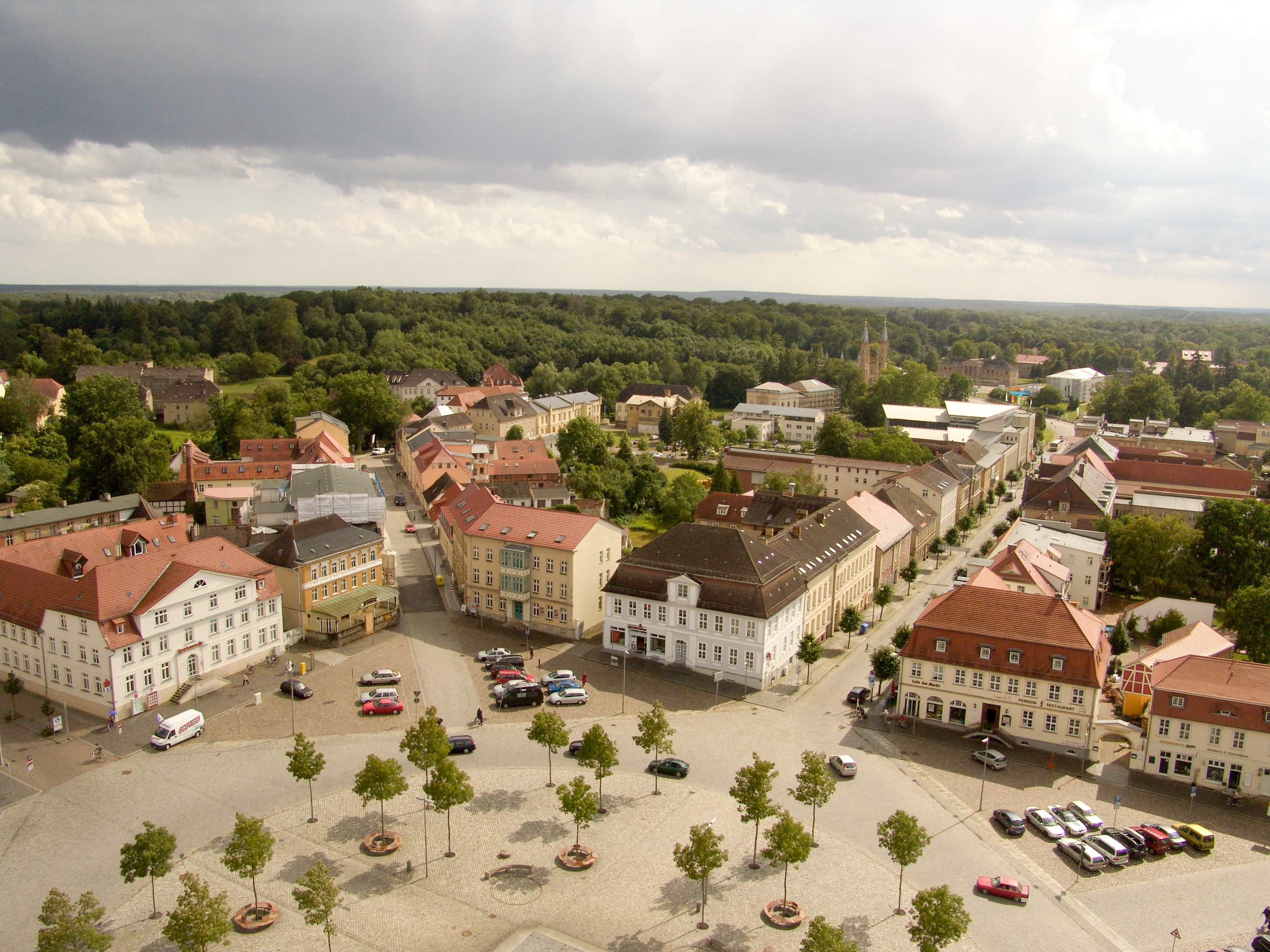
Südwestseite Nr. 2–7
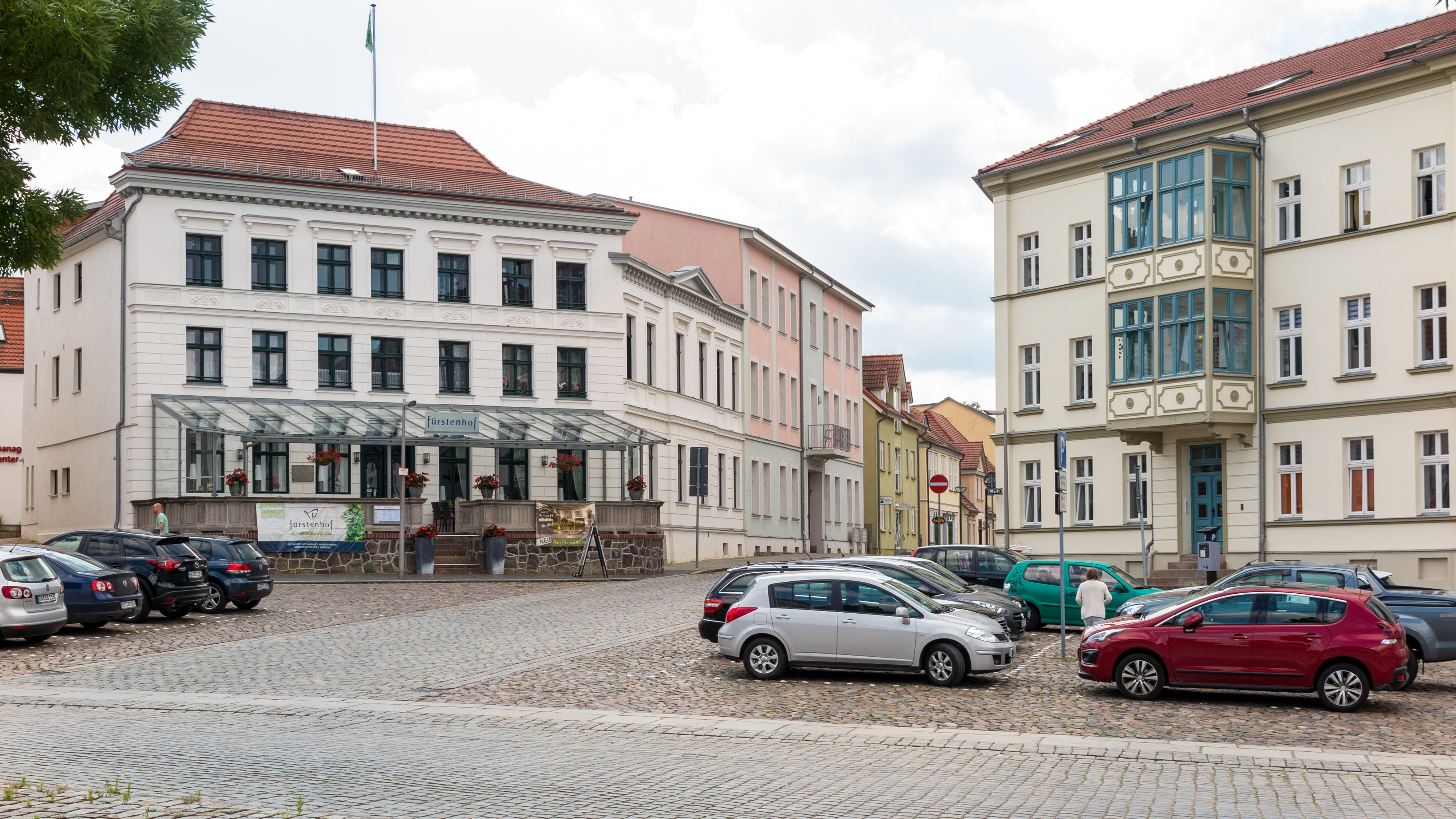
Südseite: Nr. 3–4
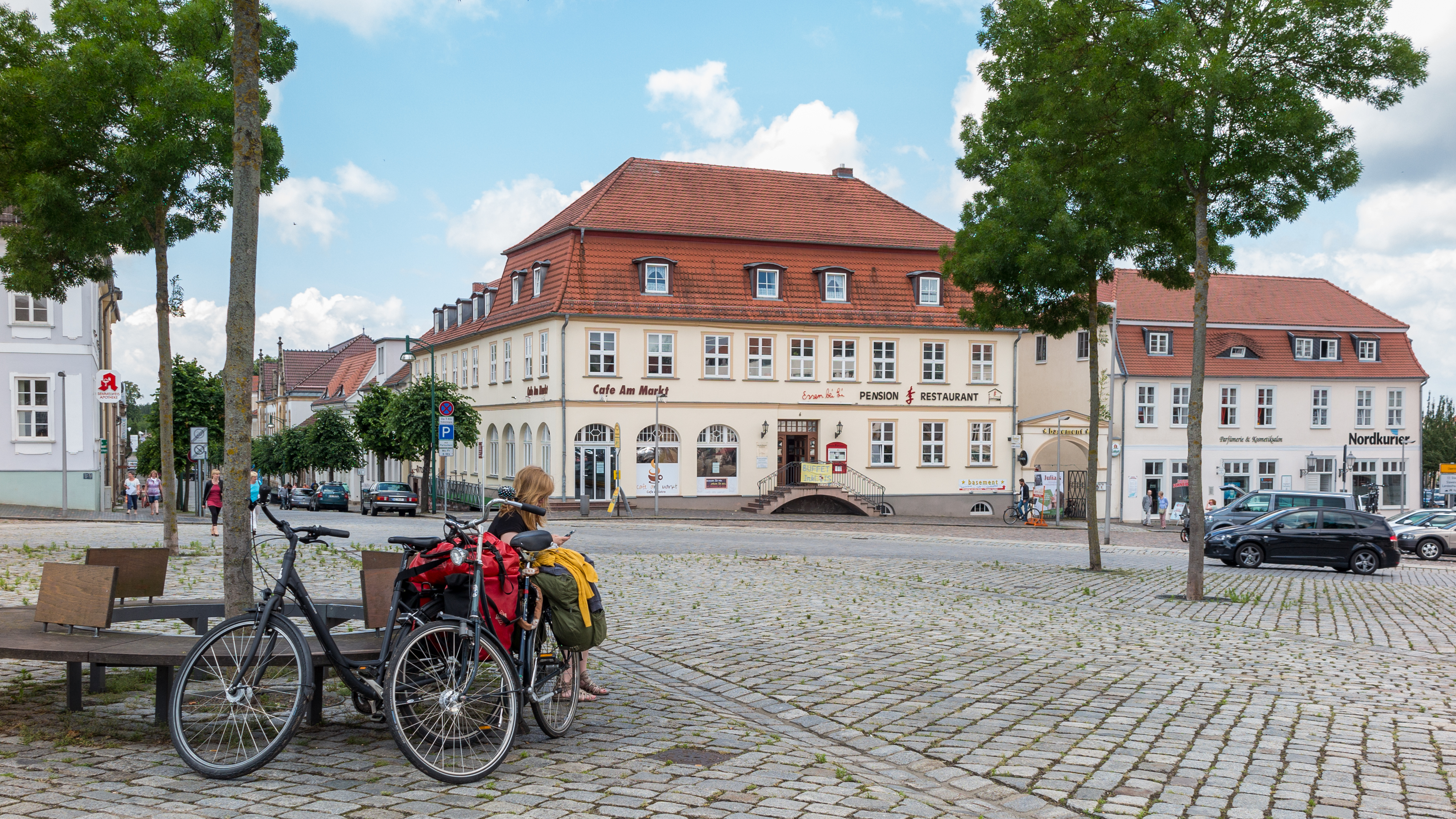
Nr. 6 (links) und 7
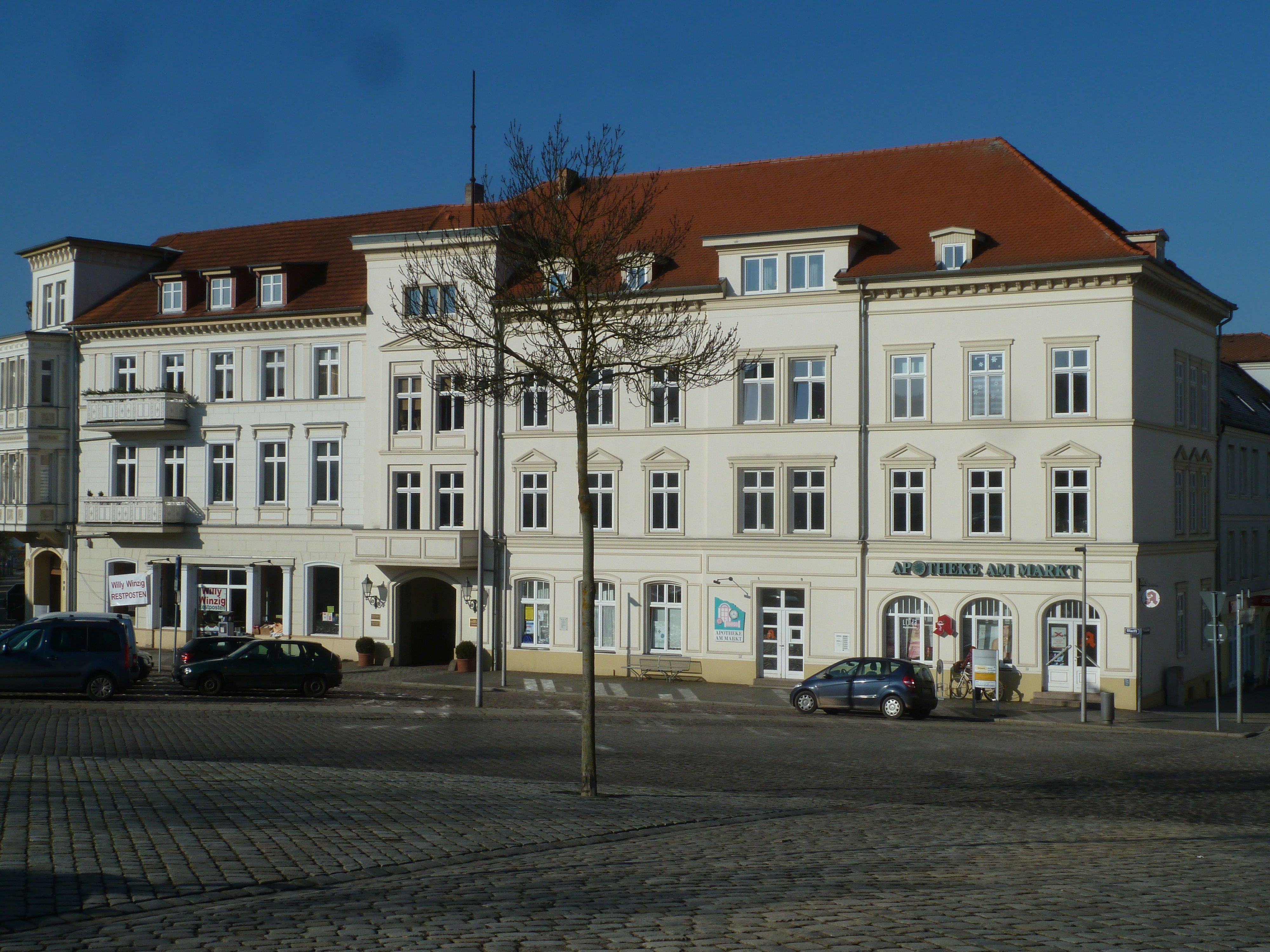
Nr 8 (links) und 9
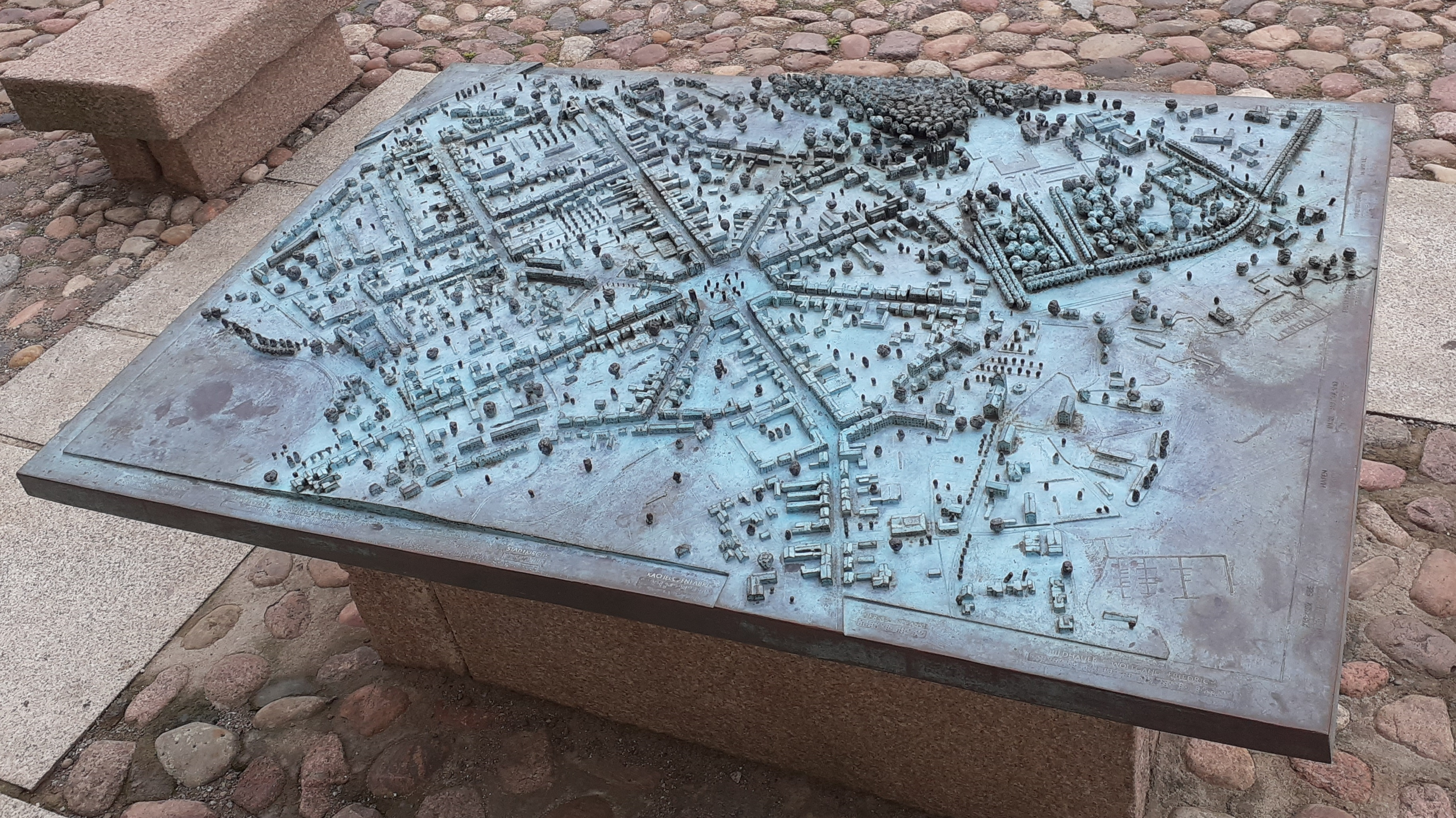
Stadtmodell